# Trioza mirificornis
Trioza mirificornis är en insektsart som beskrevs av Jennifer L. Hollis 1984. Trioza mirificornis ingår i släktet Trioza och familjen spetsbladloppor. Inga underarter finns listade i Catalogue of Life.